# Amende honorable

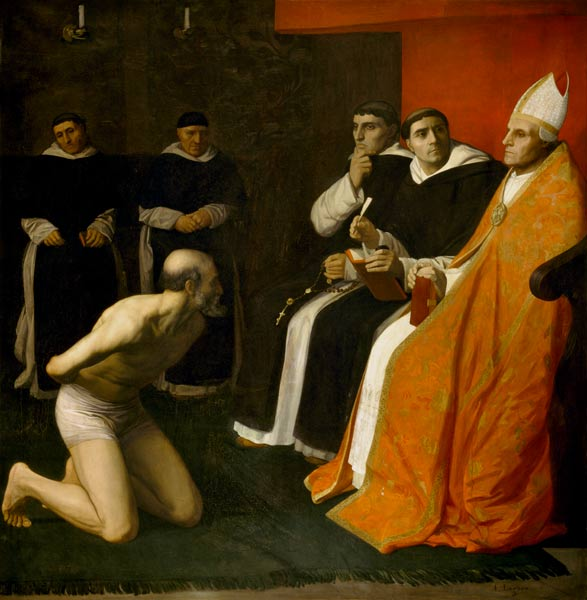
Alphonse Legros, Une amende honorable, musée d'Orsay.

L'amende honorable est, en France, et sous l'Ancien Régime, en termes de droit, une peine infamante, plus grave que le blâme, mais moins que l'exposition publique, le fouet, la mutilation, les galères, le bannissement.
Le souvenir de cette peine s'est conservé jusqu'à aujourd'hui à travers l'expression « faire amende honorable ».

## Définitions
Sous l'Ancien Régime, la personne condamnée à l'amende honorable devait reconnaître publiquement sa faute et « en demander pardon à Dieu, à la société et aux hommes ». La peine pouvait être simple et, dans ce cas, le condamné n'était pas revêtu des incapacités juridiques liées à l'infamie : interdiction d'exercer certaines professions, déchéance de la noblesse et des ordres religieux.
L'amende honorable n'avait pas pour fonction de préserver le salut de l'âme – pour cela il y avait la confession –, mais de purger la faute civile en annulant l'outrage et en interdisant la vengeance.
Très courante, cette peine pouvait être prononcée seule pour des fautes mineures, comme un attentat à la pudeur, une insulte ou une malversation dans les comptes publics. Mais elle pouvait aussi s'appliquer à des délits plus graves, y compris ceux que sanctionnait la peine capitale, notamment dans les cas de parricide et de régicide. Dans Surveiller et punir (1975), Michel Foucault rappelle qu'avant de subir l'écartèlement le régicide Robert-François Damiens dut faire amende honorable devant le porche de l'église à Paris en 1757.
Elle était exécutée dans un lieu public, après affichage de la condamnation, en présence du juge, d'un prêtre et des personnes lésées. Ce lieu était souvent le portail de l'église la plus proche du lieu du délit. Le condamné, en chemise et pieds nus, tenant un cierge dans chaque main, s'agenouillait pour dire la formule qui était précisée dans le jugement. Lorsqu'il était condamné à mort, il portait aussi la corde au cou.
La pratique de l'amende honorable avait cours en France et en Nouvelle-France surtout aux XVIIe et XVIIIe siècles. Elle fait partie de la peine prévue par la loi sur le sacrilège, votée en 1825 sous la Restauration.